# Игнатьев, Леонтий Михайлович
Леонтий Михайлович Игнатьев (22 июля 1905—1 января 1979) — советский деятель сельского хозяйства, Герой Социалистического Труда, участник Великой Отечественной войны.

## Биография
Родился 22 июля 1905 в селе Вернемархово (Иркутская область). Участвовал в Великой Отечественной войне. Во время обороны Сталинграда, получил тяжёлое ранение. После демобилизации, работал в колхозе «Новая жизнь». В 1947 полеводческое звено которым руководил Леонид Михайлович, собрало урожай 30,03 центнера с гектара на площадь 8,12 гектаров. 2 апреля 1948 награжден медалью Серп и Молот и орденом Ленина. В 1961 переехал в Братск, где устроился работать на лесозавод. Умер 1 января 1979.

## Награды
- Медаль Серп и Молот (2 апреля 1948; № 1701)
- Орден Ленина (2 апреля 1948; № 70591)
- так же ряд прочих наград.